# Génocidaire
Génocidaire (französisch: Völkermörder) bezeichnet eine Person, die beim Völkermord an den Tutsi 1994 in Ruanda aktiv an der Vorbereitung oder an zentraler Stelle bei der Durchführung beteiligt war. Darüber hinaus waren es auch die Génocidaires, die die Hutu-Power entwickelt und starkgemacht haben. Viele Mitglieder des harten Kerns dieser Völkermord-Aktivisten waren in den Milizen der Interahamwe und Impuzamugambi organisiert. 
Da bei dem Völkermord in Ruanda ein sehr großer Teil der Bevölkerung aktiv an den Tötungen beteiligt war, sei es, weil man ihnen den Befehl dazu gegeben hatte, sei es, dass man sie dazu zwang, ist eine Unterscheidung dieser Beteiligten und den eigentlichen Völkermord-Aktivisten nötig.
Die meisten Morde wurden mit der Machete durchgeführt, wobei oft auch Gliedmaßen abgetrennt wurden oder zuerst Verstümmelungen vorgenommen wurden, um die Opfer an der Flucht zu hindern, etwa ein Durchhacken der Achillessehne, damit das Opfer nicht mehr laufen kann, oder andere nicht tödliche Verletzungen. Das Morden mit der Machete ist eine körperlich anstrengende Tätigkeit, die deshalb zum Teil in organisierten Schichten durchgeführt wurde. In nur 100 Tagen wurden 800.000 bis 1.000.000 Menschen getötet.
Viele mutmaßliche Génocidaires sind heute inhaftiert. Die Hauptverantwortlichen müssen sich vor dem Internationalen Strafgerichtshof für Ruanda verantworten. Über weitere Verantwortliche wurden vor den bis 2012 bestehenden Gacaca-Gerichten verhandelt.